# عاموس (نبي)
عاموس (بالعبرية: עָמוֹס) وهو أحد الأنبياء الاثني عشر الصغار وقد عاصر هذا النبي هوشع وإشعياء، وتواجد في حوالي سنة 755 ق م في فترة حُكم يربعام الثاني على مملكة إسرائيل (الشمالية)، وهو من مملكة يهوذا مملكة الجنوب، وقد اتجه نحو الشمال لكي يتنبأ بسقوط إسرائيل بسبب عصيانها لله، وقد كتب سفر عاموس.